# برف و خاکستر
برف و خاکستر (فرانسوی: Neige et cendres‎) یک فیلم درام کانادایی محصول سال ۲۰۱۰ به کارگردانی چارلز-الیویه میشیاد. 
داستان درباره دو خبرنگار جنگ که درگیری بدون نام در شرق اروپا را پوشش می دهند. 